# Bob Meusel
Robert William Meusel, detto Bob (San Jose, 19 luglio 1896 – Bellflower, 28 novembre 1977), è stato un giocatore di baseball statunitense.
Ha giocato per dieci stagioni consecutive, dal 1920 al 1929, con i New York Yankees e concluse la sua carriera nel 1930 con i Cincinnati Reds della National League. È anche conosciuto per essere stato uno dei membri della "Murderers' Row" (Striscia degli assassini), formazione storica dei New York Yankees della fine degli anni venti, che stabilì numerosi record.
Suo fratello maggiore Emil "Irish" Meusel giocò nella MLB prima e durante la carriera di Bob, ottenendo risultati analoghi.

## Carriera

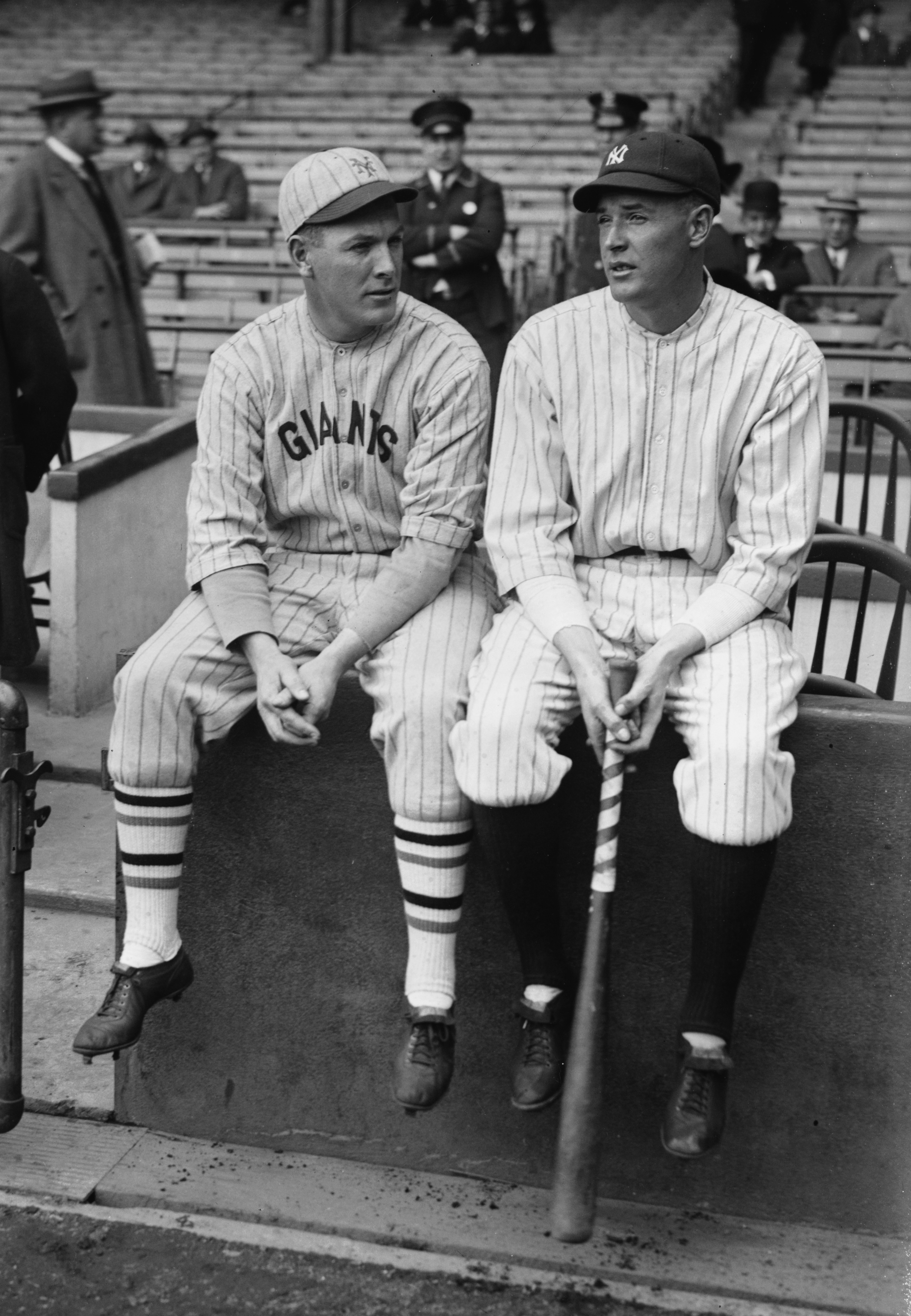
Bob (destra) e Emil Meusel nel 1923

### Major League Baseball
Bob Meusel frequentò la Manual Arts High School di Los Angeles, città in cui i genitori si trasferirono quando egli era bambino.
Meusel firmò con i New York Yankees il 20 agosto 1919 e debuttò il 14 aprile 1920, allo Shibe Park di Philadelphia contro i Philadelphia Athletics. Chiuse la stagione d'esordio con una media battuta di ,328, con 11 Home Run e 83 RBI in 119 partite giocate. Durante la stagione si alternò come esterno e terza base, ruolo quest'ultimo che ricoprì anche per una parte minore della stagione 1925.
Nel 1922 Meusel, Bill Piercy e Babe Ruth firmarono per una serie di esibizioni in alcune cittadine. Questo era all'epoca una violazione delle regole, e Meusel e Ruth che furono avvertiti già avvertiti in precedenza, vennero puniti dal commissario Kenesaw Mountain Landis, con una sospensione per le prime cinque settimane della stagione 1922 e con la cessione del loro onorario delle World Series pari a 3 362 dollari a persona, pari a circa 51 000 dollari odierni.
Nel 1923 con Yankees, Bob Meusel vinse le prime World Series nella sua carriera che fu anche la prima in assoluto degli Yankees. Nella squadra avversaria, i New York Giants, militava il fratello maggiore Irish Meusel, con cui si scontrò anche nelle precedenti due edizione delle World Series, perse dagli Yankees.
Il 15 febbraio 1924, prima dell'inizio della stagione, Meusel venne coinvolto in un incidente stradale mentre era a bordo dell'automobile guidata dall'amico e collega Tony Boeckel, interbase dei Boston Braves. L'auto si ribaltò provocando la morte di Boeckel, che morì il giorno dopo, mentre Meusel ne uscì illeso. L'incidente avvenne a San Diego.
Nel 1925, Meusel terminò la stagione come capoclassifica dell'American League in fuoricampo e punti battuti a casa.
Nel 1927 e 1928, Meusel e gli Yankees vinsero le loro seconde e terze World Series.
Il 17 ottobre 1929, gli Yankees scambiarono Meusel con i Cincinnati Reds in cambio di una somma in denaro. Giocò con Reds per l'intera stagione (come esterno sinistro e esterno centro) e al suo termine venne svincolato.

### Minor League e ritiro
Giocò la stagione 1931 con i Minneapolis Millers nella American Association della Doppia-A (all'epoca la classe più elevata della MiLB) e la stagione 1932 con gli Hollywood Stars della Pacific Coast League, sempre nella Doppia-A. Si ritirò al termine della stagione.

## Dopo il ritiro
Dopo il ritiro dal baseball agonistico, Meusel lavorò come guardia di sicurezza in una base della marina militare per 15 anni. Nel 1942 e nel 1948 partecipò ai film "L'idolo delle folle" e "L'ultima sfida", interpretando in entrambe le occasioni se stesso in un cameo. Apparve anche nel commedia muta del 1928, "a rotta di collo" in una scena di repertorio.
Visse a Downey in California fino a poco prima della morte, avvenuta il 28 novembre 1977 a Bellflower, all'età di 81 anni.

## Palmarès

### Club
- World Series: 3

New York Yankees: 1923, 1927, 1928

### Individuale
- Capoclassifica dell'American League in fuoricampo: 1

1925
- Capoclassifica dell'AL in punti battuti a casa: 1

1925